# Alins
Alins est une commune de la comarque de Pallars Sobirà dans la province de Lérida en Catalogne (Espagne).

## Géographie
Située dans les Pyrénées, la pique d'Estats, avec 3 143 mètres, est le point culminant de la commune et de la Catalogne, frontalier avec la France. Alins est traversée par la rivière Noguera de Vallferrera, affluent de la Noguera de Cardós. La municipalité d'Alins est limitrophe de la principauté d’Andorre (paroisse de La Massana) et de la France (commune d’Auzat).
Par cette triple frontière se rejoignent trois espaces protégés : le parc naturel de l'Alt Pirineu, le parc naturel régional des Pyrénées ariégeoises et le parc naturel des vallées du Coma Pedrosa, symbolisée physiquement au pic de Médécourbe (2 914 m).
|                       | Lladorre | Auzat (France)                   |
| Esterri de Cardós     | Alins    | La Massana (Andorre)             |
| Vall de Cardós Tirvia | Farrera  | Les Valls de Valira (Alt Urgell) |

### Subdivisions
- Ainet de Besan
- Alins
- Araós
- Àreu
- Besan
- Norís
- Tor

## Histoire

### Moyen Âge
Alins, et toute la Vall Ferrera, dépendait initialement du comte de Pallars, qui en 1113 a cédé son droit, avec l'ajout de Bonestarre, au vicomte de Villemur. En était exclu le château de Tor, lié depuis les temps anciens à la vicomté de Castelbon comme faisant partie de la ligne défensive d'Andorre avec Civís et Os de Civís, qui dépendaient des seigneurs de Caboët Guitard Isarn et ses fils Ficapal et Tedball en sont les premiers possesseurs documentés, vassaux du comte de Pallars. La suzeraineté du comte Ramon VI de Pallars Jussà envers Ficapal date de 1076 ; après cette inféodation, Ficapal se range au côté d'Artaud Ier de Pallars Sobirà mais, profitant de son absence, sa femme Sibille revient temporairement sous l'obédience du comte de Pallars Jussà.
Artaud II de Pallars Sobirà inféoda la Vall Ferrera au vicomte Pierre de Villemur en 1113, mais en 1120 Tebdall, frère de Ficapal, céda ses alleux de la Vall Ferrera à l'évêque d'Urgell, avec la condition qu'y fut inféodé son fils Tebdall . Dès lors, le litige pour la possession d'Alins et de la Vall Ferrera devient encore plus complexe avec l'intervention de l'Église. La famille Galliner en obtient la propriété, au nom de l'évêque d'Urgell, mais le litige avec les Villemur a continué longtemps, avec l'intervention au XIIIe siècle du comte de Foix, qui était alors vicomte de Castelbon et seigneur d'Andorre. Ce n'est qu'en 1265 qu'on arrive à un accord entre Roger-Bernard III de Foix et Bernat de Toralla, alors vassal du comte de Pallars, qui décidait d'une cogérance et d'un partage de la vallée en parts égales entre ces bénéficiaires. Cependant, l'entrée de Toralla à Alins obligeant à lui rendre hommage embrouilla de nouveau le conflit.
À l'époque de la guerre du comte de Foix avec le roi de France, où le premier reçut le support du comte de Pallars Sobirà, Alins et la Vall Ferrera furent sous domination du Pallars entre 1272 et 1278, mais lors de la dernière année le pouvoir revient au vicomte de Castelbon et comte de Foix, mais finalement, en 1280, le roi d'Aragon Pierre le Grand intervint et céda les droits de la vallée à Bernat de Toralla, tout en se gardant le droit de haute justice. À cette période, le comte de Foix concéda des privilèges à la Vall Ferrera, alors qu'il en assurait la protection. Ainsi continuait une lutte pour les droits sur Alins et la Vall Ferrera qui durait déjà depuis deux siècles. Une nouvelle paix fut signée en 1428, quand le comte Jean Ier de Foix et François de Tovia, évêque d'Urgell, signent un pacte afin que leurs héritiers puissent entrer et sortir avec des marchandises du Vall Ferrera et que les malfaiteurs soient jugés par le seigneur de la juridiction.
Toute la vallée était dirigée par un maire et quatre consuls qui formaient le Conseil de la Vallée, d'une forme similaire aux gouvernements locaux existants dans les autres vallées pyrénéennes, comme le val d'Aran, la Vall de Boí, la vallée d'Àneu ou les vallées d'Andorre. La vallée était dirigée depuis la place forte d'Alins, château démoli au début du XVIe siècle.
Quant à l'aspect religieux, qui s'est prolongé durant presque toute la période moderne, le Vall Ferrera et toutes ses paroisses faisaient partie du doyenné de Cardós, ainsi que le Vall de Cardós et la Coma de Burg.

### Période moderne
Au début de la période moderne on pouvait encore voir les séquelles de la situation conflictuelle juridictionnelle du Moyen Âge. En 1513, les Gascons du comte de Foix envahirent la vallée et rasèrent les forteresses d'Alins, Araós, Àreu i Tor . En 1519, Pierre Tragó décrit la ville ainsi : « La ville d'Alins comporte deux parties. L'une est la ville basse, dans la plaine, près de la Noguera ; elle est formée de maisons sans rempart. L'autre est la forteresse, laquelle est située au sommet d'un monticule, sur le rocher. C'était une très bonne forteresse, avec ses maisons protégées par le rempart, qui fut démoli ainsi que la tour par le commandement du duc de Cardone, qui vint assiéger la forteresse et la récupérer des Gascons. ».
Au recensement  de 1553, Alins déclare 14 foyers, dont deux de chapelains et 12 laïcs.
À Alins, il y a eu deux forges, toutes deux appartenant à la famille Castellarnau et qui ont fonctionné jusqu'à la fin du XIXe siècle, puis abandonnées. L'un des marteaux de plus de 500 kg fut récupéré par cette famille lorsqu'il était sur le point d'être vendu à un ferrailleur vers 1920, visible de nos jours devant la mairie.

## Lieux et monuments
- Le massif du Montcalm partagé avec la France et avec plusieurs sommets de plus de 3 000 mètres est un objectif pour les alpinistes.
- Le sentier de grande randonnée 11 traverse la commune.
- Port de Bouet (2 509 m), col pédestre transfrontalier.
- Port de Cabús (2 302 m), col pédestre puis routier après la frontière andorrane.
- Refuge gardé de Vall Ferrera[4] et le refuge de Baiau non gardé à 2 517 m, qui offre 9 places près des Estanys de Baiau, en contrebas de la frontière avec l'Andorre (paroisse de La Massana).

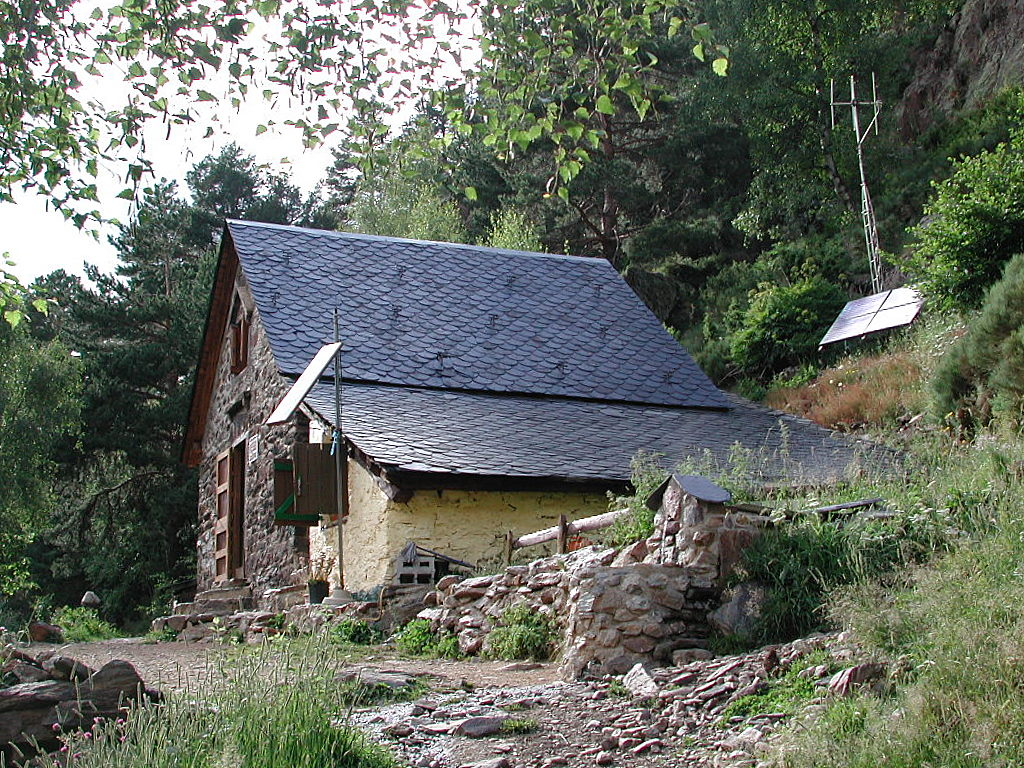
Refuge gardé de Vall Ferrera.
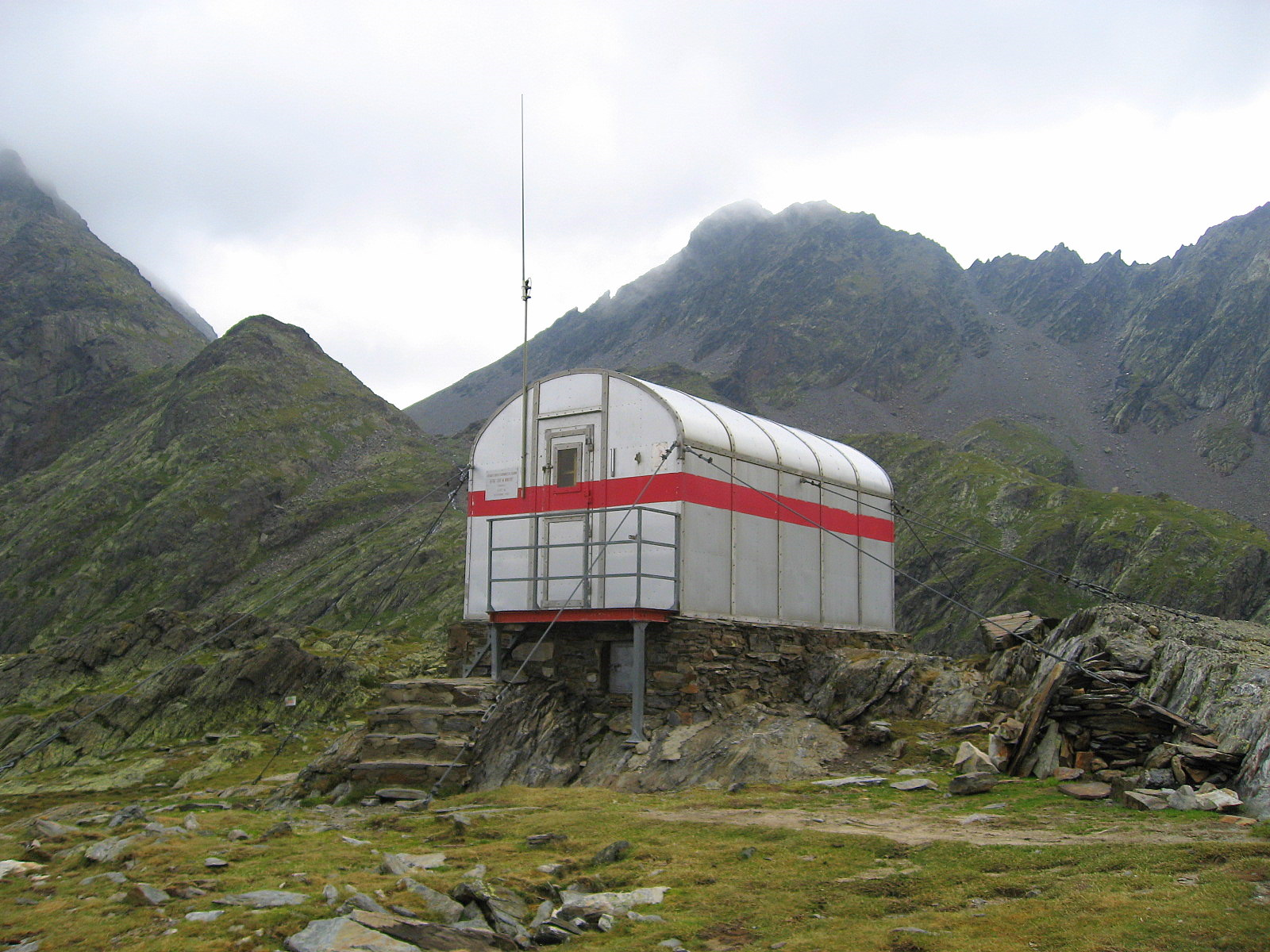
Refuge non gardé de Baiau.